# Демаркус Казінс
Демаркус Амір Казінс (англ. DeMarcus Amir Cousins, нар. 13 серпня 1990, Мобіл, Алабама, США) — американський професіональний баскетболіст, важкий форвард і центровий, останньою командою якого був клуб НБА «Денвер Наггетс». Гравець національної збірної США. Чемпіон світу 2014 року, Олімпійський чемпіон 2016 року.

## Ігрова кар'єра

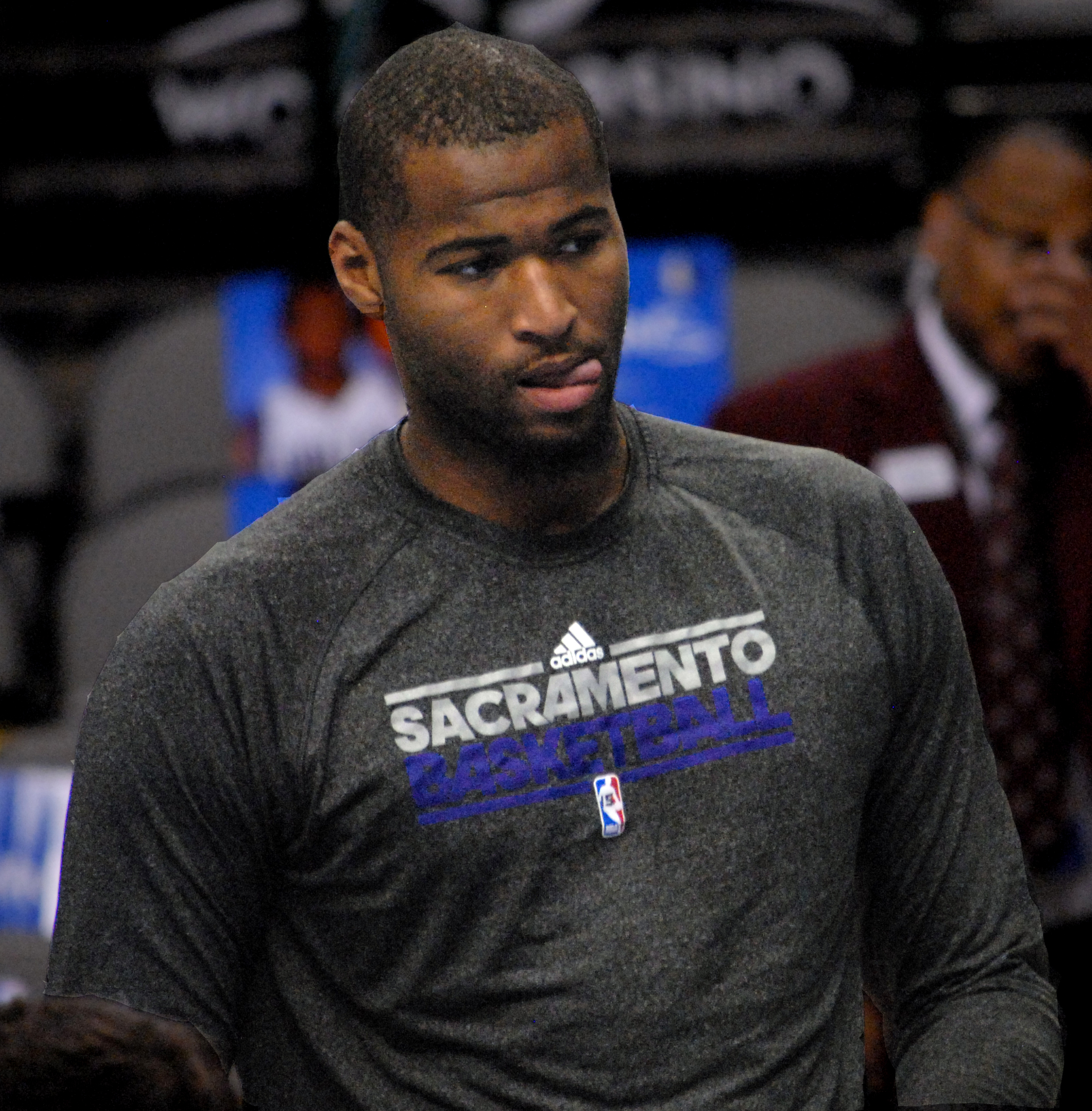
Казінс у 2012 році

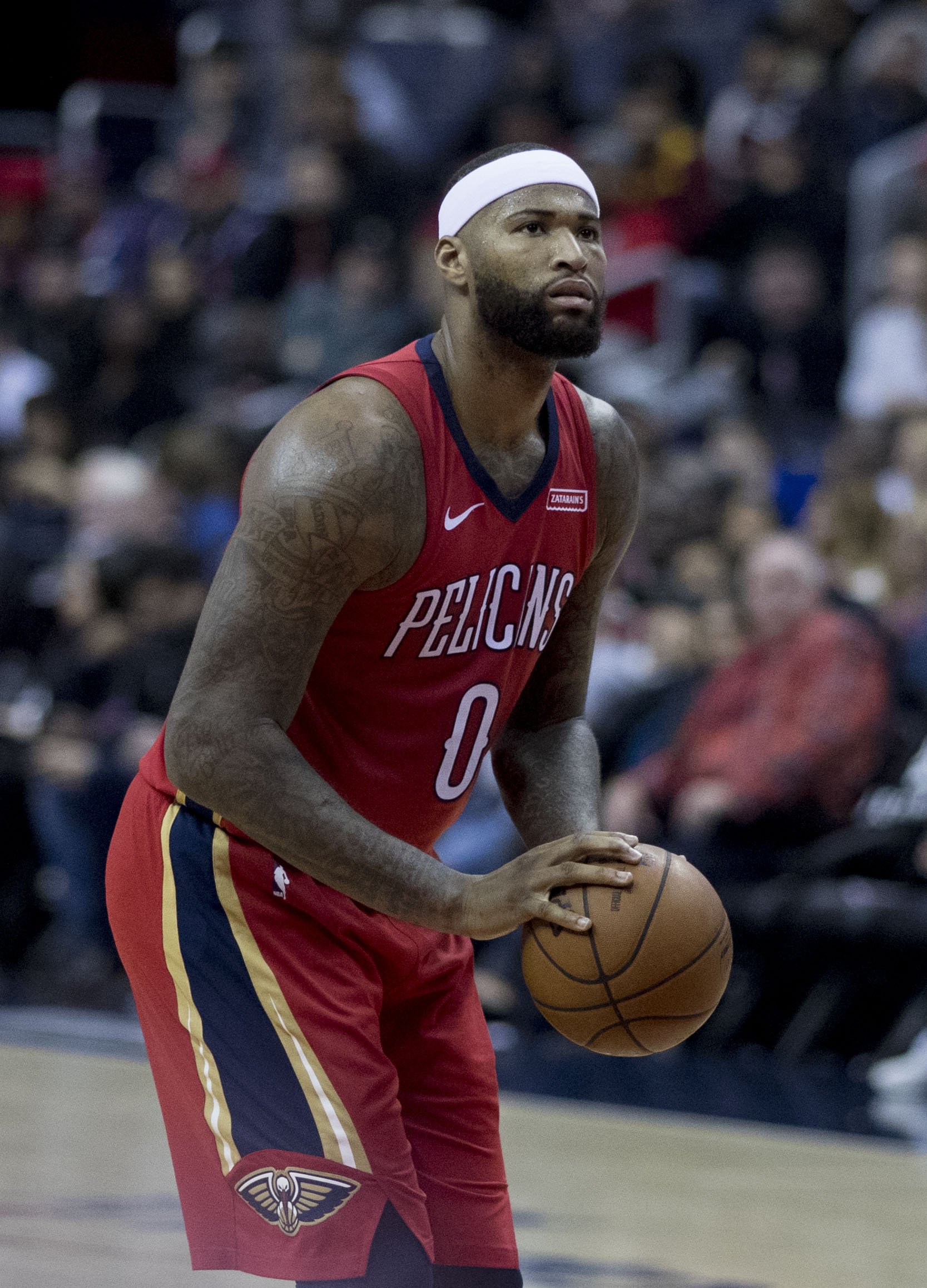
Казінс виконує штрафний кидок, 2017

Починав грати у баскетбол у команді старшої школи Лефлора (Мобіл, Алабама), де вважався п'ятизірковим рекрутом. На університетському рівні грав за команду Кентакі (2009—2010), хоча перед тим планував виступати за УАБ, а потім за Мемфіс. Граючи в одній команді з Джоном Воллом, допоміг їй дійти до чвертьфіналу турніру NCAA.
2010 року був обраний у першому раунді драфту НБА під загальним 5-м номером командою «Сакраменто Кінгз». Захищав кольори команди із Сакраменто протягом наступних 7 сезонів.
Взимку 2012 року взяв участь у зірковому вікенді, зігравши за команду Чака. 11 березня 2014 року записав до свого активу рекордні 6 блоків у матчі проти «Детройт Пістонс». 2015 року вперше взяв участь в матчі всіх зірок, заміншивши травмованого Кобі Браянта. 23 січня 2016 року провів свій найрезультативніший матч у кар'єрі, набравши 48 очок проти «Індіана Пейсерз». 25 січня оновив свій рекорд, набравши 56 очок у матчі проти «Шарлотт Горнетс». Таким чином встановив рекорд франшизи, побивши показник Кріса Веббера, який набирав 51 очко. Того ж року вдруге взяв участь у матчі всіх зірок. 31 жовтня зробив свій 246-й дабл-дабл у майці «Кінгс» обійшовши Кріса Веббера за цим показником та ставши лідером франшизи.
20 лютого 2017 року разом з Омрі Касспі був обміняний до «Нью-Орлінс Пеліканс» на Тайріка Еванса, Бадді Гілда, Ленгстона Гелловея та драфт-піки 2017 року. 3 березня 2017 року в матчі проти «Сан-Антоніо Сперс» зробив 23 підбирання, що було повторенням рекорду франшизи, який встановив Тайсон Чендлер.
22 січня 2018 року в матчі проти «Чикаго Буллз» набрав 44 очки, 24 підбирання та 10 асистів; востаннє мінімум 40 очок, 20 підбирань та 10 асистів в одному матчі набирав Карім Абдул-Джаббар 1972 року. У січні травмував ахіл та вибув до кінця сезону.
6 липня 2018 року підписав контракт з «Голден Стейт Ворріорз». Перших півроку перебування в новій команді відновлювався від травми, а дебютував у її складі 18 січня 2019 року матчем проти «Лос-Анджелес Лейкерс», де набрав 14 очок. У другому матчі плей-оф проти травмувався; повернувся на майданчик у першому матчі фінальної серії НБА проти «Торонто Репторз».
6 липня 2019 року підписав контракт з «Лос-Анджелес Лейкерс». Проте в серпні травмувався, а у лютому був відрахований з команди, так і не зігравши жодного матчу.
1 грудня 2020 року підписав контракт з «Г'юстон Рокетс», 23 лютого був відрахований з команди.
5 квітня 2021 року підписав 10-денний контракт з «Лос-Анджелес Кліпперс». 16 квітня підписав ще один 10-денний контракт, а по його завершенні — контракт до кінця сезону.
30 листопада 2021 року перейшов до «Мілвокі Бакс». 6 січня був відрахований.
21 січня 2022 року підписав 10-денний контракт з «Денвер Наггетс». Після цього були ще два 10-денні контракти, а потім — угода до кінця сезону.

## Виступи за збірну
У складі збірної США ставав чемпіоном світу 2014 року та олімпійським чемпіоном Ріо-де-Жанейро.

## Статистика виступів в НБА

### Регулярний сезон
| Сезон              | Команда                 | GP  | GS  | MPG  | FG%  | 3P%  | FT%  | RPG  | APG | SPG | BPG | PPG  |
| ------------------ | ----------------------- | --- | --- | ---- | ---- | ---- | ---- | ---- | --- | --- | --- | ---- |
| 2010–11            | «Сакраменто Кінґс»      | 81  | 62  | 28.5 | .430 | .167 | .687 | 8.6  | 2.5 | 1.0 | .8  | 14.1 |
| 2011–12            | «Сакраменто Кінґс»      | 64  | 62  | 30.5 | .448 | .143 | .702 | 11.0 | 1.6 | 1.5 | 1.2 | 18.1 |
| 2012–13            | «Сакраменто Кінґс»      | 75  | 74  | 30.5 | .465 | .182 | .738 | 9.9  | 2.7 | 1.4 | .7  | 17.1 |
| 2013–14            | «Сакраменто Кінґс»      | 71  | 71  | 32.4 | .496 | .000 | .726 | 11.7 | 2.9 | 1.5 | 1.3 | 22.7 |
| 2014–15            | «Сакраменто Кінґс»      | 59  | 59  | 34.1 | .467 | .250 | .782 | 12.7 | 3.6 | 1.5 | 1.8 | 24.1 |
| 2015–16            | «Сакраменто Кінґс»      | 65  | 65  | 34.6 | .451 | .333 | .718 | 11.5 | 3.3 | 1.6 | 1.4 | 26.9 |
| 2016–17            | «Сакраменто Кінґс»      | 55  | 55  | 34.4 | .451 | .356 | .770 | 10.6 | 4.8 | 1.4 | 1.3 | 27.8 |
| 2016–17            | «Нью-Орлінс Пеліканс»   | 17  | 17  | 33.8 | .452 | .375 | .777 | 12.5 | 3.9 | 1.5 | 1.1 | 24.4 |
| 2017–18            | «Нью-Орлінс Пеліканс»   | 48  | 48  | 36.2 | .470 | .354 | .746 | 12.9 | 5.4 | 1.6 | 1.6 | 25.2 |
| 2018–19            | «Голден-Стейт Ворріорс» | 30  | 30  | 25.7 | .480 | .274 | .736 | 8.2  | 3.6 | 1.3 | 1.5 | 16.3 |
| 2020–21            | «Г'юстон Рокетс»        | 25  | 11  | 20.2 | .376 | .336 | .746 | 7.6  | 2.4 | .8  | .7  | 9.6  |
| 2020–21            | «Лос-Анджелес Кліпперс» | 16  | 0   | 12.9 | .537 | .421 | .682 | 4.5  | 1.0 | .8  | .4  | 7.8  |
| 2021–22            | «Мілвокі Бакс»          | 17  | 5   | 16.9 | .466 | .271 | .816 | 5.8  | 1.1 | .9  | .5  | 9.1  |
| 2021–22            | «Денвер Наггетс»        | 31  | 2   | 13.9 | .456 | .324 | .736 | 5.5  | 1.7 | .6  | .4  | 8.9  |
| Усього за кар'єру  | Усього за кар'єру       | 654 | 561 | 29.8 | .460 | .331 | .737 | 10.2 | 3.0 | 1.3 | 1.1 | 19.6 |
| В іграх усіх зірок | В іграх усіх зірок      | 3   | 0   | 10.4 | .800 | .500 | .667 | 3.7  | .3  | .3  | .0  | 9.3  |

### Плей-оф
| Сезон             | Команда                 | GP | GS | MPG  | FG%  | 3P%  | FT%  | RPG | APG | SPG | BPG | PPG  |
| ----------------- | ----------------------- | -- | -- | ---- | ---- | ---- | ---- | --- | --- | --- | --- | ---- |
| 2018              | «Голден-Стейт Ворріорс» | 8  | 5  | 16.6 | .396 | .250 | .640 | 4.9 | 2.4 | .6  | .8  | 7.6  |
| 2021              | «Лос-Анджелес Кліпперс» | 7  | 0  | 8.3  | .452 | .400 | .786 | 2.0 | .7  | .3  | .4  | 7.6  |
| 2022              | «Денвер Наггетс»        | 5  | 0  | 11.4 | .655 | .667 | .733 | 3.4 | 1.2 | .6  | .2  | 10.6 |
| Усього за кар'єру | Усього за кар'єру       | 8  | 5  | 16.6 | .396 | .250 | .640 | 4.9 | 2.4 | .6  | .8  | 7.6  |